# 高野长英

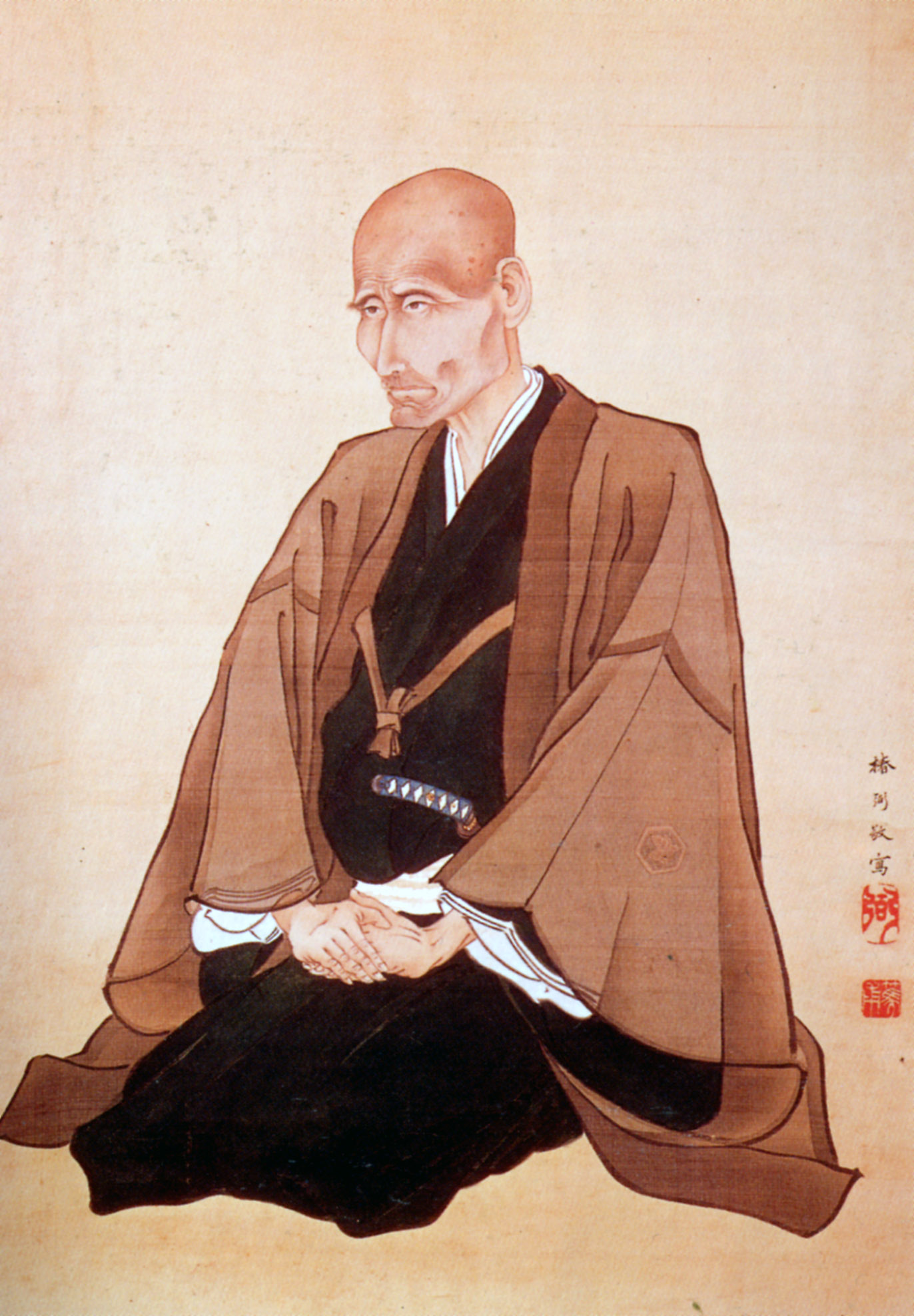
高野长英

高野长英（日语：／ Takano Chōei，1804年6月12日—1850年12月3日），日本江户时代末期兰学学者。
高野长英生于陆奥国胆泽郡水泽村（今岩手县水泽市）。1832年，高野长英完成日本第一本生理学著作《医原枢要》。1839年，幕府制造了“蛮社之狱”，高野长英被判终身监禁。1844年，监狱发生火灾，高野长英趁此逃出监狱。1850年，高野长英被幕府发现，並且在圍捕時，被多名捕快以十手攻擊而身受重傷，並因此在護送的過程中死於轎子內。